# Guy Dauphin Environnement
 (septembre 2014).
Si vous disposez d'ouvrages ou d'articles de référence ou si vous connaissez des sites web de qualité traitant du thème abordé ici, merci de compléter l'article en donnant les références utiles à sa vérifiabilité et en les liant à la section « Notes et références ».
Pour les articles homonymes, voir GDE.
Guy Dauphin environnement (GDE) Groupe Derichebourg est une entreprise française spécialisée dans le recyclage. 

## Histoire
L'entreprise familiale commence ses activités autour du ramassage des ferrailles en 1914 à Bayeux. Après la Grande guerre, elle déménage à Caen. C'est en 1947 que Guy Dauphin, alors nouveau dirigeant, l'installe à Mondeville. En 1960, l'entreprise revient à Caen et en 1965, Guy Dauphin fonde Guy Dauphin Environnement. C'est en 1968 que la société installe son siège social à Rocquancourt dans le Calvados.
Après le décès de Guy Dauphin en 1992, son fils Claude Dauphin lui a succédé. Il était également actionnaire principal de Trafigura, société de courtage basée à Londres connue pour l'affaire du Probo Koala, aujourd'hui l'un des trois premiers groupes mondiaux de négoce de pétrole, dont le siège est en Suisse.
Le 11 mars 2011, l'entreprise acquiert la société Guillet SAS, implantée près de Grenoble (Isère) et spécialisée dans le recyclage des fers et métaux (7,3 millions d'euros de chiffre d'affaires en 2010).
Le 16 juin 2011, elle rachète le groupe SNT (Société Nouvelle Transformation) localisé à Villers-Pol dans le Nord. GDE créé à Escautpont, dans le Nord, sur un des deux sites de SNT, une éco-plateforme environnementale orientée sur le recyclage des métaux ferreux et non ferreux. A Escautpont, SNT recycle alors près de 300 000 tonnes de métaux par an. A Hirson (Aisne), elle collecte et trie des cartouches bureautiques dans une unité qui a la capacité de recycler près de 1 200 000 produits par an.
En novembre 2011, GDE acquiert l'entreprise familiale alsacienne Metalifer, dont le siège est situé dans la zone industrielle du Port-du-Rhin à Strasbourg (Bas-Rhin). Metalifer compte 11 sites de collecte, plusieurs participations industrielles et plus de 150 salariés. Le même mois, le groupe Ecore (GDE) absorbe le luxembourgeois Recylux. Avec 250 salariés, 11 sites de collecte / transformation (France, Luxembourg, Belgique, Pays-Bas) traitant et valorisant environ 1 million de tonnes par an pour un CA annuel de plus de 300 millions d’euros.
Le 22 décembre 2011, c'est au tour de la société Genestier d'être rachetée. Elle est implantée à Mâcon et spécialisée dans la récupération, le traitement et l’élimination de déchets industriels banals ou spéciaux, des gravats, des plastiques, des bois, des cartons, des batteries, ainsi que dans la reprise des véhicules hors d’usages pour leur destruction. L’activité de Genestier génère alors 15 000 tonnes de ferreux, 2 000 tonnes de non ferreux et 1 000 tonnes de DIB par an.
À la suite du décès de Claude Dauphin en 2015, les actionnaires du groupe ECORE ont signé un accord en 2016 avec H.I.G. Capital, l'un des principaux acteurs mondiaux du private equity en vue d’une prise de participation stratégique significative à son capital pour accompagner la nouvelle phase de développement du groupe.[réf. nécessaire]
Rocquancourt a inauguré mardi 26 juin 2018 une nouvelle ligne de tri de déchet pour ces DEEE (déchets d’équipement électriques et électroniques) grâce à un investissement 500 000 euros.
le 17 décembre 2021 : Le groupe Derichebourg annonce la finalisation de l’acquisition de l’intégralité du capital de
Groupe Ecore Holding (Luxembourg). Ce rapprochement, annoncé le 30 décembre 2020 et formalisé par
un accord le 1er mars 2021, a reçu l’approbation des différentes autorités de la concurrence
compétentes, au niveau européen et international.

## Activité
En 2017, GDE dispose de 64 sites de collecte en France où elle emploie plus de 1 300 personnes et traite plus de 3,7 millions de tonnes de matériaux par an pour les entreprises privées et publiques, les collectivités et les particuliers. En 2017, l'entreprise réalise un chiffre d'affaires de 1,2 milliard d'euros.
Historiquement, GDE est spécialisé dans la collecte et le recyclage des métaux ferreux et non ferreux. L’activité des ferreux constitue le cœur de métier de l’entreprise. GDE est leader de ce secteur. L’entreprise recycle également le plastique, les papiers-cartons, les batteries, les DIB (déchets industriels banals) et les végétaux. Elle utilise des presses spécialisées (papiers-cartons, métaux non ferreux), des cisailles (métaux non ferreux) et des broyeurs (plastiques, végétaux, métaux ferreux).
Guy Dauphin Environnement collecte et recycle sept grandes familles de matériaux :
- Les métaux ferreux à partir des véhicules hors d’usage (VHU), de l’électroménager, des ferrailles industrielles pour les aciéries.
- Les métaux non ferreux - aluminium, cuivre -  pour la métallurgie.
- Les papiers-cartons à partir de vieux magazines, d’emballages en carton et de chutes de production d’imprimerie pour les papeteries.
- Les plastiques pour la filière plastique.
- Les batteries.
- Les déchets industriels banals (DIB).
- Les végétaux qui sont transformés en compost et combustible naturel.

### Le transport Fluvio-Maritime
Le groupe ECORE est un acteur majeur[réf. nécessaire] du recyclage en Europe avec une présence aux Pays-Bas, Belgique, Luxembourg, Suisse, Hongrie et Roumanie. Son siège est à Amsterdam.

### Le traitement des DEEE (déchets d’équipement électriques et électroniques)
Rocquancourt est le seul site en Normandie agréé pour le broyage du gros électroménager comme les « frigos ». Ces évolutions technologiques « constituent une réponse innovante au renforcement continu de la réglementation en matière de protection de l’environnement et de la santé humaine ».
Chaque année plus de 600 000 tonnes de déchets 3E sont traitées en France par une filière encadrée. Les performances de valorisation de l’ordre de 90 % sont significatives.

### Unité de traitement et de décontamination des produits métalliques par décapage en Ile-de-France
À Limay dans les Yvelines, GDE Groupe Ecore a inauguré son unité de traitement et de décontamination des produits métalliques par décapage d’Ile-de-France.
Avec cette technologie française, les matériaux traités peuvent être revalorisés à plus de 99% dans le cadre d’une filière d’économie circulaire. Elle traite les produits métalliques par décapage à eau à très forte pression (jusqu’à 2500 bars), grâce à une Unité Très Haute Pression conçue spécifiquement pour ce type d’application.
Elle permettra de réduire la quantité de métaux enfouis de plus de 1000 tonnes par an.

## Controverses

### Décharge illégale
Guy Dauphin Environnement est convaincue de stockage illégal de déchets de provenances diverses à Versainville, Soumont-Saint-Quentin, Fontenay-le-Pesnel, May-sur-Orne et ailleurs. Pendant trois ans, les vannes de l'atelier batteries ont servi à transférer dans les galeries de mine à l'aplomb du site des boues et des acides, déversées dans l'Orme à May-sur-Orne, en amont de la station  de pompage de Caen. Dès qu'elle n'a pu dissimuler plus longtemps ses dépôts, elle a acheté le site de Versainville, pensant éteindre les poursuites, puis, sous le contrôle des autorités locales a été contrainte de transférer une partie de ces produits dans des centres prévus à cet effet (Calvados),.
50 000 tonnes de  déchets broyés, résidus de broyages automobiles (RBA), mélangés à des boues industrielles, ont été retrouvés sous le parking de la brocante de Versainville. Les premières analyses des prélèvements effectués sur le site de Versainville font apparaître la présence de PCB toxiques et de métaux lourds. L'entreprise parle de dysfonctionnement. Le terrain avait été acheté le 16 octobre 2008 par la Security management company limited, société suisse de Collonge-Bellerive,.
D'autres dépôts illégaux de résidus de broyage ont également été retrouvés à Soumont-Saint-Quentin, Fontenay-le-Pesnel (Calvados).

### Nonant-le-Pin

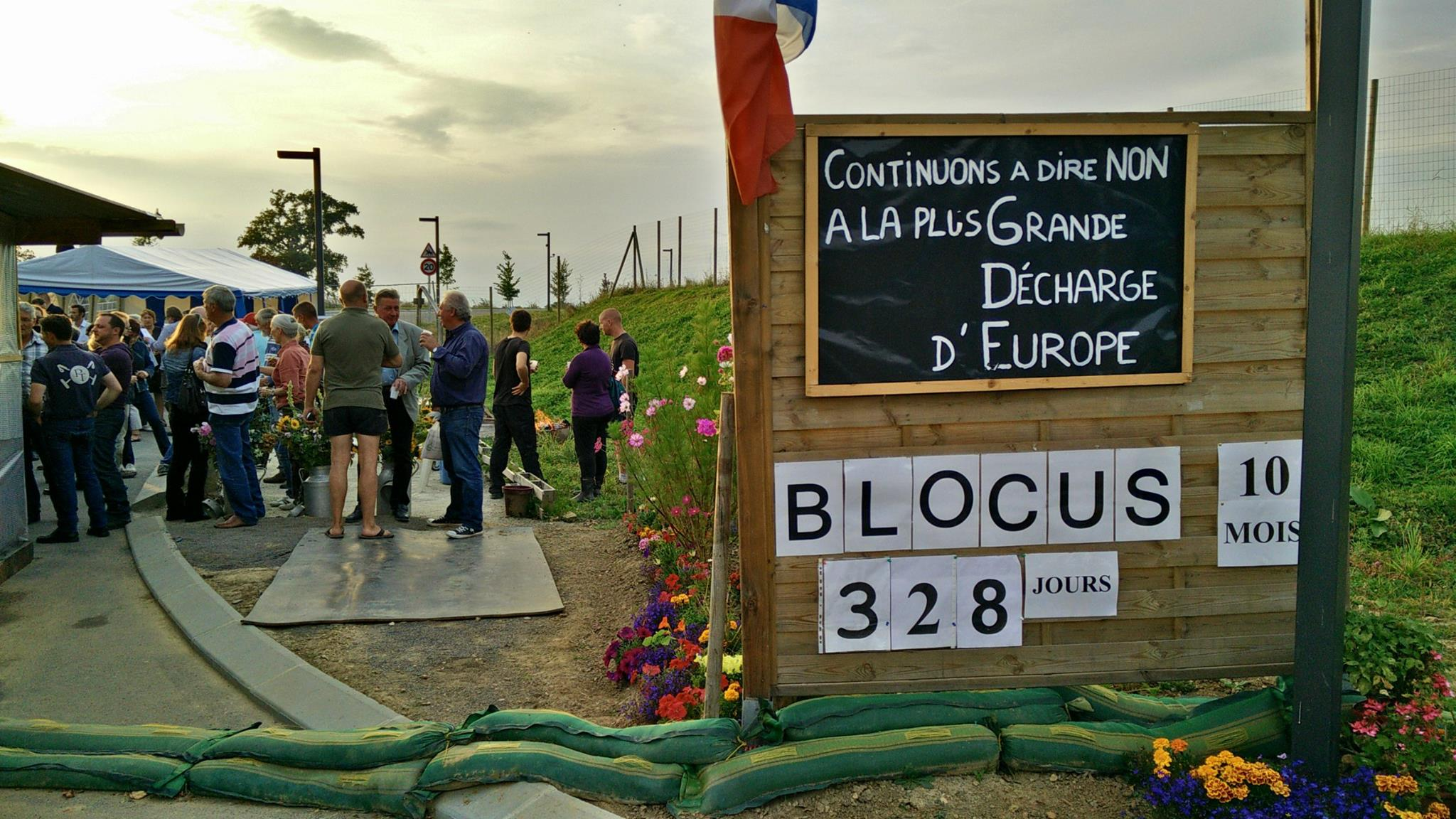
jour de blocus devant l'entrée du site de Nonant-le-Pin (2014).

À partir de 2006, c’est le site de Nonant-le-Pin, dans l'Orne, qui a été choisi pour l’implantation d’un site de traitements de RBA par la GDE avec une demande d’exploitation adressée aux pouvoirs publics. La proximité du haras du Pin, lieu connu pour ses trotteurs français, déclenchera un conflit entre la société et les défenseurs du Hara qui dure jusqu'à ce jour.
Malgré un avis défavorable émanant de l'enquête publique menée de février à mars 2007, certains élus locaux accordent leur feu vert au projet.
Les travaux démarrent à la suite de l'avis favorable du tribunal administratif de Caen et la « plateforme environnementale » pour un centre de stockage de déchets non dangereux ultimes (refus de broyages automobiles - RBA : 90 000 tonnes, déchets industriels banals - DIB : 60 000 tonnes annuelles). Elle devait être opérationnelle début 2013. La concession a été prise pour 17 ans et la surface représente 55 hectares et devrait engendrer la présence de 60 à 90 camions par jour, samedi inclus. Ce terrain est traversé par un ruisseau qui se jette dans la Dieuge, puis dans l’Orne qui se jette dans la Manche à Ouistreham. Devant les risques pour la proximité des haras les plus prestigieux, les éleveurs se sont mobilisés contre le projet. GDE n'a aucune expertise pour stocker ces déchets qui viendront de toute la France pour une production locale faible (moins de 10 000 tonnes).
Le 27 avril 2013, la ministre de l'écologie Delphine Batho impose un réexamen du dossier et suspend toute procédure de mise en exploitation du chantier en attendant les conclusions d'une commission d'experts indépendants.
Après validation du projet par la commission d'experts, le site a été mis en exploitation le 22 octobre en faisant convoyer les premiers camions chargés de RBA par les forces de l'ordre. Les riverains, ainsi qu'une vingtaine de maires des communes environnantes, se sont constitués en collectif FRO (Front de Résistance de l'Orne) pour bloquer l'entrée du site. Le collectif obstrue l'entrée n'ayant pas été cédée encore à l'exploitant. Les différents tribunaux confirmeront le maintien de la fermeture du site par la pose de scellés le 18 avril 2014, puis une décision du tribunal de grande instance d'Argentan ordonnant la fermeture définitive le 13 mai 2014. Malgré les décisions en leur faveur, le collectif FRO maintient le blocus jusqu'au retrait des autorisations d'exploitation de la société GDE.
Une succession de décisions judiciaires les forcera en revanche à quitter leur position, après qu'une décision judiciaire du tribunal administratif de Caen a donné raison à GDE, mais la procédure judiciaire continue, sous l'impulsion des riverains et des associations.
Le 20 mai 2016, la cour administrative d’appel de Nantes annule le jugement du tribunal administratif de Caen du 18 février 2011, et met ainsi un terme à ce projet.

### Guémené-Penfao
Après avoir signé le 10 avril 2007 dans une agence immobilière de Chanoz-Chatenay (Ain) un compromis de vente avec un agriculteur de Guémené-Penfao (Loire-Atlantique), GDE a acheté 65 ha à cet agriculteur le 27 juin 2008 au prix de 693 671 euros (source : acte de vente). 
La SAFER Maine Océan n'avait pas pu préempter du fait que l'acheteur avait « un projet industriel » (article L. 143-4 du code rural).
Une association créée en juillet 2008 a recueilli en 5 semaines 4 178 signatures d'opposants au projet de « Centre d'Enfouissement de Résidus de Broyage Automobile » de GDE, signatures qui ont été remises au sous-préfet de Châteaubriant.
En juin 2011, GDE n'a toujours pas déposé en préfecture de demande d'autorisation d'exploiter ce centre. En 2012 GDE renonce à son projet et s'engage à céder le foncier.

### Plouray
Le groupe a acheté en mai 2008 165 ha de terres agricoles dans la commune de Plouray (Morbihan), pour y enfouir des déchets de son industrie de broyage. Il s'agissait d'un projet de création d'un Centre de Stockage de Déchets Non Dangereux (Ordure ménagère / RBA /...) qui ne pourra exister sans les enquêtes publiques et les accords préfectoraux locaux.
Alors que l'enquête publique menée fin 2010 a émis un avis défavorable, à la grande surprise de tout le monde, GDE a écrit en mars 2011 au préfet du Morbihan pour lui demander de mettre un terme à l'instruction du dossier de demande d'autorisation d'exploiter.
Un article d'Ouest-France du 28-29 mai 2011 fait état de l'intention de GDE de revendre ses terres, et du fait que la SAFER, qui a fait une offre d'achat au prix du marché, n'a pas reçu de réponse de la part de GDE.

### Salaise-sur-Sanne
En région Rhône-Alpes, Guy Dauphin Environnement est installée à Salaise-sur-Sanne, une localité de l'Isère située au cœur d’un bassin industriel spécialisé dans la chimie. Ici, 3600 établissements sont soumis à autorisation de la part de la DRIRE pour exercer leurs activités. elle est l’un d’entre eux. À Salaise, les activités de retraitement des déchets se partagent entre deux entreprises. Guy Dauphin Environnement et Trédi (une filiale du groupe Séché), ce qui fait de la commune de Salaise-sur-Sanne une aire spécialisée dans le recyclage. Il convient d'appeler ces résidus (RB résidus de broyage) car Guy Dauphin Environnement ne broie pas que des VHU (véhicules hors d'usage) il broie aussi des contenants, des DEEE (Déchets Électriques et Électroniques) en fin de vie, et moult ferrailles et produits divers, c'est ce cocktail qui génère le plus de nuisances. Salaise-sur-Sanne où plusieurs incendies ont alerté la population. Guy Dauphin Environnement a mis cela sur le compte des sapeurs-pompiers.